# Сабине Тислер
Сабине Тислер (на немски: Sabine Thiesler) е германска сценаристка, драматург, театрална, филмова и озвучаваща актриса, и писателка на произведения в жанра трилър, криминален роман, драма (комедии и трагедии) и детска литература.

## Биография и творчество
Сабине Тислер е родена през 1957 г. в Берлин, ГДР. Следва германистика и театрознание в Берлинския свободен университет и учи в Драматичната школа „Кръгът“ (бивша „Фриц Кирхоф“).
След дипломирането си работи няколко години като актриса в телевизията и е член на берлинското кабаре „Бодливите свинчета“, както и като член на ансамбъла на комбинираните общински театри в Крефелд, Мьонхенгладбах и Рейд. Заедно със съпруга си, Клаус Румпф, е драматург и театрален режисьор в театър „Ханза“ в Берлин. Като озвучаваща актриса дублира гласовете на Джина Дейвис, Мишел Пфайфър и Морган Феърчайлд, и др. След като играе главната роля в телевизионния сериал Bangkok Central решава да стане драматург и сценарист. Пише редица успешни пиеси и множество сценарии за телевизията, сред които са епизоди от сериалите „На местопрестъплението“ и „Полицейско повикване 110. Сериалът „Малкият вампир“ и психологическият трилър „Убиецът и детето му“ са отличени с наградата „Гриме“, най-престижната медийна награда в Германия.
Първият ѝ роман „Колекционер на деца“ от поредицата „Инспектор Донато Нери“ е издаден през 2006 г. Детето на Ане и съпругът ѝ Харалд изчезва безследно докато те са на почивка в Тоскана, а издирването е безплодно. Десет години по-късно Ане се връща на мястото, за допълнително издирване. Тя попада в самотна долина, където купува романтична къща от харизматичен немец, но не подозира колко е близо до истината. Комисар Донато Нери от Амбра има повод да започне ново разследване на стария случай. Романът става бестселър в Германия в списъка на „Шпигел“, а следващите ѝ трилъри също са бестселъри.
Та е омъжена за германския актьор и режисьор Клаус Румпф, с когото имат син.
Сабине Тислер живее със семейството си в Берлин.

## Произведения

### Поредица „Инспектор Донато Нери“ (Commissario Donato Neri)
1. Der Kindersammler (2006)[1][2][3]
Колекционер на деца, изд.: ИК „Ентусиаст“, София (2012), прев. Ваня Пенева
2. Hexenkind (2009)
3. Die Totengräberin (2009)
4. Der Menschenräuber (2010)
5. Nachtprinzessin (2011)
6. Bewusstlos (2013)
7. Versunken (2014)
8. Und draußen stirbt ein Vogel (2016)
9. Nachts in meinem Haus (2017)
10. Zeckenbiss (2018)
11. Der Keller (2019)
12. Im Versteck (2021)
13. Verschwunden (2022)

### Поредица „Санбернарът Бърни“ (Bernhardiner Bernie) – детска литература
1. Bernie allein unterwegs (2011)[1][3]
2. Bernie allein unterwegs – Geheimnis im Moor (2012)

### Пиеси
- Herz mit Schnauze (1996)[4]
- Und Zille mittenmang (1998)
- Hochzeit bei Zickenschulze (1998)
- Lottoglück (1998)
- Hochzeit mit Bohneberjer ()
- Fragen Sie Frau Irene ()
- Zum Glück verrückt ()
- Don Camillo und Peppone ()

### Документалистика
- Basta, Amore! (2014)[3]

### Екранизации
- 1988 Auch das noch... – тв сериал[4]
- 1988 Berliner Weiße mit Schuß – тв сериал, 1 епизод
- 1988 – 1990 Drei Damen vom Grill – тв сериал, 18 епизода
- 1989 Kasse bitte! – тв сериал, 2 епизода
- 1990 Das Haus am Watt – тв филм
- 1992 Mit Herz und Schnauze – тв сериал, 3 епизода
- 1993 – 1994 Der kleine Vampir – Neue Abenteuer – тв сериал, 12 епизода
- 1995 Der Mörder und sein Kind – тв филм
- 1996 Nach uns die Sintflut – тв филм
- 1997 Tatort – тв сериал, 1 епизод
- 1993, 2001 – 2004 Корабът на мечтите, Das Traumschiff – тв сериал, 5 епизода
- 2001 Zum Glück verrückt – Eine unschlagbare Familie – тв филм
- 2003 – 2004 Polizeiruf 110 – тв сериал, 2 епизода
- 2006 Der Ferienarzt – тв сериал, 1 епизод

## Филмография
- 1985 Zentrale Bangkok
- 1987 Drei Damen vom Grill
- 1990 Das Haus am Watt
- 1992 Der kleine Vampir – Neue Abenteuer – награда „Гриме“
- 1992 Herz mit Schnauze
- 1993 Stich ins Herz
- 1994 – 1996 Kein Rezept für die Liebe
- 1995 Der Mörder und sein Kind – награда „Гриме“
- 1996 Nach uns die Sintflut
- 1997 Inflagranti
- 1999 Zum Glück verrückt – eine unschlagbare Familie
- 1993 – Das Traumschiff
- 2002 Kopf in der Schlinge – Polizeiruf 110
- 2004 Ein Bild von einem Mörder – Polizeiruf 110
- 2006 Der Ferienarzt … in der Toskana